# Roots (motorfiets)
Roots is een historisch merk van tricycles.
De Britse technicus J.D. Root ontwikkelde al in 1892 een driewieler met een watergekoelde oliemotor die achter de achteras zat.